# Xã Grant, Quận Kearney, Nebraska
Xã Grant (tiếng Anh: Grant Township) là một xã thuộc quận Kearney, tiểu bang Nebraska, Hoa Kỳ. Năm 2010, dân số của xã này là 68 người.